# Brda, Pljevlja
Brda este un sat din comuna Pljevlja, Muntenegru. Conform datelor de la recensământul din 2003, localitatea are 64 de locuitori (la recensământul din 1991 erau 71 de locuitori).

## Demografie
În satul Brda locuiesc 49 de persoane adulte, iar vârsta medie a populației este de 38,4 de ani (35,7 la bărbați și 41,0 la femei). În localitate sunt 16 gospodării, iar numărul mediu de membri în gospodărie este de 4,00.
Această localitate este populată majoritar de sârbi (conform recensământului din 2003).
|  |

| Demografie | Demografie | Demografie |
| An         | Locuitori  | Locuitori  |
| ---------- | ---------- | ---------- |
|            |            |            |
|            |            |            |
|            |            |            |
|            |            |            |
| 1948       | 219        |            |
| 1953       | 229        |            |
| 1961       | 200        |            |
| 1971       | 156        |            |
| 1981       | 114        |            |
| 1991       | 71         | 66         |
| 2003       | 64         | 64         |

| \| Componența etnică conform recensământului din 2003[2] \| Componența etnică conform recensământului din 2003[2] \| Componența etnică conform recensământului din 2003[2] \| Componența etnică conform recensământului din 2003[2] \| Componența etnică conform recensământului din 2003[2] \| \| ----------------------------------------------------- \| ----------------------------------------------------- \| ----------------------------------------------------- \| ----------------------------------------------------- \| ----------------------------------------------------- \| \| \| \| \| \| \| \| Sârbi \| Sârbi \| \| 60 \| 93,75% \| \| Musulmani \| Musulmani \| \| 3 \| 4,68% \| \| necunoscută \| necunoscută \| \| 1 \| 1,56% \| |             |  |    |        |
| Componența etnică conform recensământului din 2003 |             |  |    |        |
| |             |  |    |        |
| Sârbi | Sârbi       |  | 60 | 93,75% |
| Musulmani | Musulmani   |  | 3  | 4,68%  |
| necunoscută | necunoscută |  | 1  | 1,56%  |